# Kenneth Heiner-Møller
Kenneth Heiner-Møller (født 17. januar 1971) er en dansk fodboldtræner og tidligere fodboldspiller, der er landstræner for Canadas kvindefodboldlandshold.
Han stod fra 2006 til 2013 stod i spidsen for Danmarks kvindefodboldlandshold, der vandt bronze ved EM 2013 i Sverige. Efter landsholdet, blev han administrerende direktør i Team Danmark.
Han blev, introduret som ny landstræner for Canadas kvindefodboldlandshold, den i 8. januar 2018, efter tidligere have været assistent to år forinden.
Han var med til at vinde bronze, med Canada, ved Sommer-OL 2016 i Rio de Janeiro, som assistenttræner.
Han har tidligere selv en karriere som professionel fodboldspiller, som han stoppede da han var 30 år.